# Nesticus paynei
Nesticus paynei là một loài nhện trong họ Nesticidae.
Loài này thuộc chi Nesticus. Nesticus paynei được Willis J. Gertsch miêu tả năm 1984.